# Splitting Up Together
Splitting Up Together est une série télévisée américaine en 26 épisodes de 22 minutes créée par Emily Kapnek, diffusée entre le 27 mars 2018 et le 9 avril 2019 sur le réseau ABC et sur CTV Two au Canada.
Cette série est inédite dans tous les pays francophones.

## Synopsis
La série raconte ce qui se passe quand le mariage d'un couple est soudainement relancé par leur divorce. 
Le couple a trois enfants qui vivent dans la maison avec un parent en alternance pendant que l'autre parent vit comme une personne seule qui reste dans l'appartement du garage à l'arrière de la maison. Le «seul» partenaire du garage est libre durant ce jour, sans avoir aucune responsabilité dans la maison ou pour les enfants. Le partenaire «parent» est libre de présider la maison et la famille comme il ou elle le juge le meilleur.
Chaque semaine, les parents en apprennent un peu plus sur ce qui leur manque dans les rôles parentaux et «romantiques» et, ce faisant, deviennent de meilleurs parents (pendant leur semaine parentale) et de meilleurs partenaires amoureux (pendant leur semaine). 
Souvent, la perspicacité qu'ils développent leur permet de voir pourquoi leur conjoint se sentait malheureux dans le mariage, les aidant ainsi à s'améliorer en tant que personne. Cette personne de plus en plus améliorée devient aussi légèrement plus séduisante pour son ex-conjoint, ce qui rend sa séparation complètement moins probable.

## Distribution

### Acteurs principaux
- Jenna Fischer : Lena[2]
- Oliver Hudson : Martin[3]
- Bobby Lee (en) : Arthur[4]
- Diane Farr : Maya[5]
- Lindsay Price : Camille[4]
- Olivia Keville : Mae[4]
- Van Crosby : Mason[4]
- Sander Thomas : Milo[4]

### Acteurs récurrents et invités
- Monica Barbaro : Lisa Apple
- Kelsey Asbille : Charlotte (saison 1, épisodes 1 et 3)
- Trent Garrett (en) : Wes[6]
- Geoff Pierson : Henry[7]
- Costa Ronin : Vladislav[8] (saison 2)
- Angela Kinsey : real estate agent[9] (saison 2)
- Ali Larter : Paige[10] (saison 2)

## Production

### Développement
La série, basée sur la comédie dramatique danoise Bedre skilt end aldrig créée par Mette Heeno, Mie Andreasen et Hella Joof,, a été adaptée pour les téléspectateurs américains par Emily Kapnek et Heeno en tant que co-créateurs. Ils sont également coproducteurs avec Ellen DeGeneres, Jeff Kleeman, Andreasen et Joof, pour A Very Good Production, Piece of Pie Productions et Warner Bros. Television.
Le 29 août 2016, il a été annoncé que ABC avait choisi Splitting Up Together comme série comique à un seul pilote.
La série était accepté pour sa diffusion le 11 mai 2017.
Le 1er février 2017, il a été annoncé qu'ABC avait officiellement commandé un pilote pour la série.
Le 5 février 2017, il a été révélé que la série serait une production de Warner Bros. Television.
Le 12 mai 2017, il a été annoncé qu'ABC avait passé une commande en série pour Splitting Up Together,.
Le 8 janvier 2018, il a été annoncé que la série serait diffusée le 27 mars 2018,.
Le 11 mai 2018, ABC a renouvelé la série pour une deuxième saison,.
Le 24 juillet 2018, il a été annoncé que la deuxième saison serait diffusée en première le 16 octobre 2018,.
Le 22 octobre 2018, il a été annoncé qu'ABC avait commandé trois épisodes supplémentaires pour la deuxième saison.
Le 10 mai 2019, ABC annule la série.

### Attribution des rôles
Le 28 février 2017, il a été annoncé que Jenna Fischer faisait partie de la série.
Le 1er mars 2017, il a été annoncé qu'Oliver Hudson faisait partie de la série.
Le 12 mai 2017, il a été annoncé que Olivia Keville, Van Crosby, Sanders Combs, Bobby Lee et Lindsay Price figuraient dans la série,.
Le 16 novembre 2017, il a été annoncé que Geoff Pierson se produirait dans la série.
Le 28 août 2018, il a été annoncé que Costa Ronin rejoindrait la série.
Le 28 septembre 2018, il a été annoncé qu'Angela Kinsey apparaîtrait dans un épisode de la série.
Le 10 octobre 2018, il a été annoncé qu'Ali Larter se reproduirait à la deuxième saison[pas clair].

### Fiche technique
- Titre original : Splitting Up Together
- Création : Emily Kapnek
- Réalisation : Dean Holland, Helen Hunt, Jay Karas, Morgan Sackett
- Scénario : Emily Kapnek, Brian Rubenstein, Brian Gallivan, Neel Shah, Emma Barrie, Ally Israelson
- Photographie : John Tanzer
- Musique :
  - Compositeur(s) : Jared Faber
  - Thème d'ouverture : Everything's Okay par Lenka
- Production :
  - Producteur(s) : Mette Heeno, Mie Andreasen, Hella Joof, Jeff Kleeman, Dean Holland, Ellen DeGeneres, Emily Kapnek
  - Producteur(s) exécutive(s) : Marlis Pujol, Scott Sites, Rachel Abarbanell
- Société(s) de production : A Very Good Production, Piece of Pie Productions, Warner Bros. Television
- Société(s) de distribution : Warner Bros. Television Distribution
- Pays d'origine :  États-Unis
- Langue originale : Anglais
- Genre : Comédie
- Format :
  - Format image : 720p (HDTV)
  - Format audio : 5.1 surround sound
- Durée : 22 minutes
- Diffusion :  États-Unis,  Canada

## Épisodes
| Saison | Saison | Épisodes | États-Unis      | États-Unis    |
| Saison | Saison | Épisodes | Début de saison | Fin de saison |
| ------ | ------ | -------- | --------------- | ------------- |
|        | 1      | 8        | 27 mars 2018    | 22 mai 2018   |
|        | 2      | 18       | 16 octobre 2018 | 9 avril 2019  |

### Première saison (2018)
1. Pilot
2. Devil May Care
3. Street Meat
4. Soups Jealous
5. Nevertheless… She Went Clubbing
6. Letting Ghost
7. Star of Milo
8. Heat Wave

### Deuxième saison (2018-2019)
Elle est diffusée depuis le 16 octobre 2018.
1. Sign Language
2. Asking for a Friend
3. We Need to Talk About Karen
4. War of the Wagners
5. Yes, Deer
6. Glowing Pains
7. Paige Turner
8. Messy
9. Contact High
10. China-Curious
11. Baby's First Job Interview
12. Luv Ya 2
13. Everything's Okay
14. Annie, Are You Okay?
15. The Pump Station
16. Melancholicky
17. Go Out the Lights
18. Welcome Home

## Accueil

### Audiences
| Saison | Jour de diffusion | Début de saison   | Début de saison | Début de saison | Fin de saison     | Fin de saison   | Fin de saison | Moyenne des téléspectateurs |
| Saison | Jour de diffusion | Date de diffusion | Téléspectateurs | Réf.            | Date de diffusion | Téléspectateurs | Ref.          | Moyenne des téléspectateurs |
| ------ | ----------------- | ----------------- | --------------- | --------------- | ----------------- | --------------- | ------------- | --------------------------- |
| 1      | Mardi à 21 h 30   | 27 mars 2018      | 6 960 000       | [ 35 ]          | 22 mai 2018       | 4 020 000       | [ 36 ]        | 4 320 000                   |
| 2      | Mardi à 21 h 30   | 16 octobre 2018   | 3 290 000       | [ 37 ]          | 9 avril 2019      | 2 500 000       | [ 38 ]        | 2 760 000                   |

| Épisodes | Date de diffusion | Téléspectateurs | Références |
| -------- | ----------------- | --------------- | ---------- |
| 1        | 27 mars 2018      | 6 960 000       | [ 35 ]     |
| 2        | 3 avril 2018      | 4 830 000       | [ 39 ]     |
| 3        | 10 avril 2018     | 4 130 000       | [ 40 ]     |
| 4        | 17 avril 2018     | 3 620 000       | [ 41 ]     |
| 5        | 1er mai 2018      | 3 800 000       | [ 42 ]     |
| 6        | 8 mai 2018        | 3 530 000       | [ 43 ]     |
| 7        | 15 mai 2018       | 3 640 000       | [ 44 ]     |
| 8        | 22 mai 2018       | 4 020 000       | [ 36 ]     |

| Épisodes | Date de diffusion | Téléspectateurs | Références |
| -------- | ----------------- | --------------- | ---------- |
| 1        | 16 octobre 2018   | 3 290 000       | [ 37 ]     |
| 2        | 23 octobre 2018   | 2 900 000       | [ 45 ]     |
| 3        | 30 octobre 2018   | 3 280 000       | [ 46 ]     |
| 4        | 13 novembre 2018  | 2 910 000       | [ 47 ]     |
| 5        | 20 novembre 2018  | 2 730 000       | [ 48 ]     |
| 6        | 27 novembre 2018  | 2 780 000       | [ 49 ]     |
| 7        | 4 décembre 2018   | 2 780 000       | [ 50 ]     |
| 8        | 11 décembre 2018  | 2 980 000       | [ 51 ]     |
| 9        | 8 janvier 2019    | 3 480 000       | [ 52 ]     |
| 10       | 15 janvier 2019   | 2 630 000       | [ 53 ]     |
| 11       | 22 janvier 2019   | 2 640 000       | [ 54 ]     |
| 12       | 12 février 2019   | 2 610 000       | [ 55 ]     |
| 13       | 19 février 2019   | 2 430 000       | [ 56 ]     |
| 14       | 26 février 2019   | 2 530 000       | [ 57 ]     |
| 15       | 19 mars 2019      | 2 400 000       | [ 58 ]     |
| 16       | 26 mars 2019      | 2 450 000       | [ 59 ]     |
| 17       | 2 avril 2019      | 2 300 000       | [ 60 ]     |
| 18       | 9 avril 2019      | 2 500 000       | [ 38 ]     |

- Meilleures audiences des saisons

### Réceptions critiques
Sur le site de l'agrégateur d'avis Rotten Tomatoes, la série a une cote de popularité de 38% sur la base de 31 avis, avec une note moyenne de 5,83 / 10. Le consensus critique du site se lit comme suit : « Splitting Up Together essaie de faire la lumière sur le divorce, mais son engagement envers les tropes de genre l'empêche d'être très amusant ou drôle, malgré les efforts toujours aussi charmants de Jenna Fischer ».
Metacritic, qui utilise une moyenne pondérée, a attribué un score de 54 sur 100 selon 9 critiques, indiquant des «critiques mixtes ou moyennes».